# Baraboo (Wisconsin, kisváros)
Baraboo kisváros (town) az Amerikai Egyesült Államok Wisconsin államában, Sauk megyében. Lakosainak száma 1816 fő (2020. április 1.).

## Népesség
A település népességének változása:

| 2010 | 1 672 |
| 2020 | 1 816 |